# Buariki (Onotoa)
Buariki ist ein Ort im südlichen Teil des pazifischen Archipels der Gilbertinseln nahe dem Äquator im Staat Kiribati mit einer Landfläche von 0,13 km². 2020 wurden im Ort 209 Einwohner gezählt.

## Geographie
Buariki liegt in der Mitte der Insel Tanyah, der nördlichen Hauptinsel des Onotoa-Atolls. Südlich des Ortes befinden sich der Bootsanleger Tanyah Jetty auf der Lagunenseite (westlich) sowie der Ort Temao. Im Nordwesten schließt sich der Ort Tanaeang an.

## Klima
Das Klima ist tropisch heiß, wird jedoch von ständig wehenden Winden gemäßigt. Ebenso wie die anderen Orte der südlichen Gilbertinseln wird Buariki gelegentlich von Zyklonen heimgesucht.